# Wanda Bachman
Wanda Bachman z domu Janikowska (zm. 21 listopada 2021) – polska siatkarka.

## Życiorys
Razem z Marią Zielińską i Bronisławą Świerczek była w 1951 roku współzałożycielką sekcji piłki siatkowej kobiet przy Bialskim Klubie Sportowym BKS oraz kapitanem drużyny w latach 1951–1954 (w 1954 roku na stanowisku kapitana drużyny zastąpiła ją Mirosława Zakrzewska-Kotula). Z BKS-em Bielsko-Biała zdobyły między innymi w 1955 roku, Puchar Głównego Komitetu Kultury Fizycznej równoznaczny z dzisiejszym Pucharem Polski oraz triumfowała w finale o Puchar Centralnej Rady Związków Zawodowych.
Zmarła 21 listopada 2021 i w dniu 4 grudnia tego samego roku została pochowana w grobie rodzinnym na Cmentarzu Katolickim w Białej.